# Список единственных выживших в авиационных катастрофах
Список единственных выживших в авиационных катастрофах — перечень катастроф (происшествий), произошедших с многоместными воздушными судами гражданских авиакомпаний (регулярных, чартерных или частных рейсов) и военно-воздушных сил, в результате которых из всех находившихся на борту в живых остался только 1 человек. В список включаются также случаи, когда после происшествия было госпитализировано несколько человек, но впоследствии (не более 30 дней) они скончались от травм, а выжить удалось только одному участнику катастрофы.
Авиакатастрофа, приведшая к наибольшему числу жертв, произошла 12 июня 2025 года в Индии, из 242 человек на борту самолёта в живых остался только 40-летний Вишваш Кумар Рамеш, потерявший в результате катастрофы брата. Вторая по числу жертв авиакатастрофа произошла 16 августа 1987 года в США, из 155 человек на борту самолёта в живых осталась только 4-летняя Сесилия Сичан, потерявшая в результате катастрофы свою семью.
Две женщины, выжившие в вошедших в список авиакатастрофах, были включены в Книгу рекордов Гиннесса:
- Весна Вулович — стюардесса на рейсе JU367, взорвавшемся в 1972 году в небе над Чехословакией — как выжившая при свободном падении без парашюта с рекордной высоты 10 160 метров (33 316 футов).
- Лариса Савицкая — была включена в российское издание Книги рекордов Гиннесса как пережившая падение с высоты 5100 метров. Молодая женщина осталась в живых после столкновения самолётов в воздухе над тайгой в районе Амурской области.

## Список
| №  | Дата       | Место катастрофы                                         | Тип самолёта, рейс                                                             | Описание катастрофы | Жертв                              | Выживший                                                | Роль на борту                                       | Возраст    | Место в самолёте                                              | Ист.                        |
| -- | ---------- | -------------------------------------------------------- | ------------------------------------------------------------------------------ | --- | ---------------------------------- | ------------------------------------------------------- | --------------------------------------------------- | ---------- | ------------------------------------------------------------- | --------------------------- |
| 1  | 05.09.1936 | США, аэропорт Питтсбурга                                 | Stinson SM-6000 авиакомпании Pittsburgh Skyways                                | Падение во время обзорного полёта. | 10                                 | Линда Макдональд (англ. Linda MacDonald)                | Пассажир                                            | 17         | нет данных                                                    | [ 1 ]                       |
| 2  | 30.10.1941 | США, Мурхед (Миннесота)                                  | Douglas DC-3 авиакомпании Northwest Airlines                                   | Упал из-за образования наледи на крыльях с высоты 200-300 метров. | 14                                 | Кларенс Бейтс (англ. Clarence Bates)                    | Член экипажа (второй пилот)                         | нет данных | Кабина                                                        | [ 2 ] [ 3 ]                 |
| 3  | 25.08.1942 | Шотландия                                                | Short S.25 Sunderland Королевских ВВС Великобритании                           | Самолёт разбился при невыясненных обстоятельствах. В катастрофе погиб член королевской семьи, с которым связывают одну из версий причин катастрофы. | 14                                 | лейтенант Эндрю Джек (англ. Andrew Jack)                | Пассажир                                            | 24         | нет данных                                                    | [ 4 ]                       |
| 4  | 22.01.1943 | Перу, провинция Каравели (район Чаппара)                 | Douglas DC-3 авиакомпании Panagra                                              | Самолёт столкнулся с горой на высоте 4000 метров из-за ошибки экипажа, выполнявшего полёт в облаках с нарушением инструкций. | 14                                 | Альфред Джон Эдвард (англ. Alfred John Edward)          | Пассажир                                            | 26         | 3-й ряд с конца, левая сторона                                | [ 5 ] [ 6 ] [ 7 ]           |
| 5  | 14.06.1943 | Австралия, Маккай                                        | Boeing B-17C ВВС США                                                           | Самолёт взлетел во время утреннего тумана и после непродолжительного полёта на небольшой высоте упал на землю. Причины катастрофы не установлены. | 40                                 | Фой Кеннет Робертс (англ. Foye Kenneth Roberts)         | Пассажир                                            | 22         | нет данных                                                    | —                           |
| 6  | 04.07.1943 | Великобритания, Гибралтар                                | Boeing B-24 генерала Сикорского, принадлежавший Королевским ВВС Великобритании | После непродолжительного полёта на небольшой высоте упал на землю. Катастрофу признали как несчастный случай, однако по поводу катастрофы сохраняются теории заговора. | 16                                 | Эдуард Прxал                                            | Член экипажа (пилот)                                | 32         | нет данных                                                    | —                           |
| 7  | 05.09.1946 | США, округ Элко (Невада)                                 | Douglas DC-3 авиакомпании Trans-Luxury Airlines                                | При подлёте к аэродрому назначения столкнулся с землёй. Вероятная причина — ошибка пилота при пространственной ориентировке в условиях сильного тумана. | 20                                 | Питер Линк (англ. Peter Link)                           | Пассажир                                            | 2          | Сидел на руках матери                                         | [ 8 ] [ 9 ]                 |
| 8  | 12.01.1947 | США, Гэлакс                                              | Douglas DC-3 авиакомпании Eastern Air Lines                                    | Врезался в холм. Причина катастрофы не установлена, предположительно — ошибка пилота. | 18                                 | Уильям Кис-младший (англ. William Ellis Keyes, Jr.)     | Пассажир                                            | 25         | нет данных                                                    | [ 10 ] [ 11 ]               |
| 9  | 28.01.1947 | Китай, Ухань                                             | Curtiss-Wright C-46 Commando Национальной китайской авиационной корпорации     | Самолёт разбился спустя 30 минут после вылета. Причины не установлены (или скрыты). | 25                                 | Пол Эштон Вик (англ. Paul Ashton Vick)                  | Пассажир                                            | 1,5        | нет данных                                                    | [ 12 ] [ 13 ]               |
| 10 | 01.02.1947 | Португалия, Лиссабон                                     | Douglas DC-3 авиакомпании Air France                                           | Причины и обстоятельства катастрофы не установлены. | 15                                 | Юджин Леонард (англ. Eugene Leonard)                    | Пассажир                                            | 38         | нет данных                                                    | [ 14 ] [ 15 ]               |
| 11 | 10.03.1948 | США, Чикаго                                              | Douglas DC-4 авиакомпании Delta Air Lines                                      | Вскоре после взлёта (курс на Майами), на высоте 60-100 метров, самолёт стал резко задирать нос, пока не стал в почти вертикальное положение. Затем набрав высоту до 250 метров, перешёл в сваливание на правое крыло и в итоге носовой частью врезался в землю. Точные причины потери продольного управления самолётом не установлены.                                                             | 12                                 | Триполина Мэо (англ. Tripolina Meo)                     | Пассажир                                            | 33         | нет данных                                                    | [ 16 ]                      |
| 12 | 15.04.1948 | Ирландия, Шаннон                                         | Lockheed L-049 Constellation авиакомпании Pan American                         | Ночью снизился раньше торца ВПП, задел шасси каменный забор и разрушился. | 30                                 | Марк Уорст (англ. Mark Worst)                           | Пассажир                                            | нет данных | нет данных                                                    | [ 17 ]                      |
| 13 | 24.04.1948 | СССР, Бодайбинский район                                 | Ли-2 авиакомпании «Аэрофлот»                                                   | Потеря управления и столкновение с рекой. | 28                                 | нет данных                                              | Пассажир                                            | нет данных | нет данных                                                    |                             |
| 14 | 12.05.1948 | Бельгийское Конго                                        | Douglas DC-4 авиакомпании Sabena                                               | На высоте около 220 метров попал в центр грозового фронта, из-за чего самолёт начал резко терять высоту и упал в лес. | 31                                 | Мутафиш (англ. Moutafis)                                | Пассажир                                            | нет данных | нет данных                                                    | [ 18 ]                      |
| 15 | 20.11.1949 | Норвегия, коммуна Хурум                                  | Douglas DC-3 авиакомпании Aero Holland                                         | Авиакатастрофа произошла из-за сложных метеоусловий, преодолеть которые экипаж оказался не в состоянии. Самолёт упал в лес. Из 30 пассажиров 26 были детьми. | 34                                 | Исаак Алляль (англ. Isaac Allal)                        | Пассажир                                            | 12         | нет данных                                                    | [ 19 ]                      |
| 16 | 24.05.1950 | Колумбия, Пасто                                          | Douglas C-47 Skytrain авиакомпании LANSA                                       | По неустановленной причине разрушился в воздухе возле вулкана Галерас. | 25                                 | Ольга Рада (англ. Olga Rada)                            | Пассажир                                            | 10         | нет данных                                                    | [ 20 ] [ 21 ]               |
| 17 | 27.07.1950 | Япония, Тихий океан, у Токио                             | Douglas C-47 Skytrain ВВС США                                                  | Через 20 минут после взлёта самолёт упал в Тихий океан в 130 км от Токио. Обломки опустились на глубину свыше 1500 метров. Причины катастрофы не установлены. | 25                                 | Сержант Хару Сазаки (англ. Haru Sazaki)                 | Пассажир                                            | 23         | нет данных                                                    | [ 22 ] [ 23 ]               |
| 18 | 30.08.1950 | Индонезия, остров Джемаджа                               | Douglas C-47 Skytrain Королевских ВВС Великобритании                           | Следуя по маршруту из Сингапура в Гонконг, по неустановленной причине самолёт упал в Южно-Китайское море. | 9                                  | Майор Дэвид Лоутер (англ. David Lowther)                | нет данных                                          | нет данных | нет данных                                                    | [ 24 ]                      |
| 19 | 25.04.1952 | СССР, Новосибирская область                              | Ил-12П авиакомпании «Аэрофлот»                                                 | Сваливание в штопор | 8                                  | Пётр Александрович Баранов                              | Член экипажа (Командир воздушного судна)            | нет данных | нет данных                                                    |                             |
| 20 | 06.01.1954 | Великобритания, деревня Олдбри (Хартфордшир)             | Vickers Valetta T.3 Королевских ВВС Великобритании                             | Через 4 минуты после взлёта во время снежной бури самолёт потерял высоту и врезался в деревья. Причина катастрофы не установлена, одна из наиболее вероятных — ошибка пилота. | 21                                 | Сержант П. Д. Клифф (англ. P. D. Cliff)                 | Пассажир                                            | нет данных | нет данных                                                    | [ 25 ] [ 26 ]               |
| 21 | 26.08.1954 | СССР, Сахалинская область                                | Ли-2 авиакомпании «Аэрофлот»                                                   | Потерпел крушение, врезавшись в сопку при заходе на посадку в условиях низкой облачности. | 26                                 | н/д                                                     | Пассажир                                            | 40 (39?)   | нет данных                                                    |                             |
| 22 | 17.03.1957 | Филиппины, Себу                                          | Douglas C-47 Skytrain ВВС Филиппин (президентский)                             | Самолёт с 7-м президентом Филиппин Рамоном Магсайсаем поднялся в воздух поздно ночью в отличных погодных условиях, а спустя 40 минут врезался в гору. Официальное расследование установило, что причиной крушения стал недостаточный набор высоты из-за возникшей неисправности в системе электропитания на борту. Президент Рамон Магсайсай погиб.                                                | 25                                 | Нестор Мата (англ. Néstor Mata)                         | Пассажир                                            | 31         | В хвосте                                                      | [ 27 ]                      |
| 23 | 01.10.1957 | СССР, Акшинский район                                    | Ил-12П авиакомпании «Аэрофлот»                                                 | У заблудившегося в малонаселённом районе Забайкалья самолёта закончилось топливо. | 27                                 | нет данных                                              | Пассажир                                            | нет данных | нет данных                                                    |                             |
| 24 | 30.10.1959 | США, Крозе (Вирджиния)                                   | Douglas C-47 Skytrain авиакомпании Piedmont Airlines                           | Из-за ошибки экипажа самолёт врезался в 950-метровую гору (Бакс Элбоу) на 100 метров ниже её пика. Выжившего пассажира во время удара выбросило из фюзеляжа вместе с сиденьем, на котором он и ожидал спасателей, пристёгнутый ремнём безопасности. | 26                                 | Фил Брэдли (англ. Phil Bradley)                         | Пассажир                                            | нет данных | нет данных                                                    | [ 28 ] [ 29 ]               |
| 25 | 01.12.1959 | США, Вильямспорт (Пенсильвания)                          | Martin 2-0-2 авиакомпании Allegheny Airlines                                   | При заходе на посадку экипаж сбился с курса и самолёт врезался в гору. | 25                                 | Луис Матараццо (англ. Louis Matarazzo)                  | Пассажир                                            | нет данных | нет данных                                                    | [ 30 ]                      |
| 26 | 26.02.1960 | СССР, Львов                                              | Ан-10 авиакомпании «Аэрофлот»                                                  | Конструктивные недостатки. | 32                                 | нет данных                                              | Пассажир                                            | 32 или 33  | нет данных                                                    |                             |
| 27 | 04.10.1963 | СССР, Новгородская область                               | Ан-8 ВВС СССР                                                                  | Столкновение в воздухе с другим Ан-8. Помощник командира успел выпрыгнуть с парашютом. | 5                                  | Варенцев                                                | Член экипажа (помощник командира — второй пилот)    | нет данных | нет данных                                                    |                             |
| 28 | 25.04.1967 | США, Нантакет (Атлантический океан)                      | Lockheed EC-121H Super Constellation ВВС США                                   | Спустя 8 минут после взлёта экипаж сообщил о пожаре в двигателе №3 и запросил экстренную посадку на острове Нантакет. Но самолёт не долетел до ВПП и рухнул в океан. | 15                                 | Лейтенант Джозеф Гинет (англ. Joseph Guenet)            | Член экипажа                                        | 29         | нет данных                                                    | [ 31 ]                      |
| 29 | 29.02.1968 | СССР, Чунский район                                      | Ил-18 авиакомпании «Аэрофлот» (Хабаровский ОАО)                                | Падение с эшелона 8000 метров. Непосредственная причина осталась невыясненной, по некоторым данным — утечка топлива и пожар. На высоте около 1000 метров самолёт разрушился из-за действия запредельных нагрузок. | 83                                 | Василий Андриенко                                       | Пассажир                                            | 21         | нет данных                                                    | [ 32 ] [ 33 ]               |
| 30 | 09.08.1970 | Перу, Куско                                              | Lockheed L-188 Electra авиакомпании LANSA                                      | Во время разбега самолёта по ВПП двигатель №3 заглох и загорелся. Самолёт взлетел на трёх других двигателях, но пилоты запросили экстренную посадку и начали разворот. Самолёт резко накренился влево, после чего начал терять высоту, врезался в землю и загорелся. Причина катастрофы — перегруз, ошибка пилотов, плохое техническое обслуживание.                                               | 101 (99 в самолёте + 2 на земле)   | Хуан Лу (англ. Juan Loo)                                | Член экипажа (второй пилот)                         | 26         | Кабина                                                        | [ 34 ]                      |
| 31 | 24.12.1971 | Перу, Арекипа                                            | Lockheed L-188 Electra авиакомпании LANSA                                      | Через 30 минут после взлёта самолёт по вине пилотов попал в грозу, где в него попала молния. Самолёт начал разрушаться в воздухе на высоте 6400 метров и упал в глубь тропического леса. Получив многочисленные травмы, выжившая пассажирка через 9 дней самостоятельно вышла к людям. По мотивам этой трагедии снят фильм «Чудеса ещё случаются».                                                 | 91                                 | Юлиана Кёпке (англ. Juliane Koepcke)                    | Пассажир                                            | 17         | В хвосте (предпоследний ряд, справа, у окна)                  | [ 35 ] [ 36 ] [ 37 ]        |
| 32 | 26.01.1972 | Чехословакия, деревня Србска-Каменице                    | McDonnell Douglas DC-9 авиакомпании JAT                                        | Самолёт взорвался на высоте 10 160 метров, предположительно, из-за взрыва самодельного взрывного устройства. | 27                                 | Весна Вулович (англ. Vesna Vulovic)                     | Член экипажа (стюардесса)                           | 22         | В средней секции самолёта                                     | [ 38 ]                      |
| 33 | 22.07.1973 | Французская Полинезия, Папеэте (Таити)                   | Boeing 707-321B авиакомпании Pan American                                      | После взлёта на высоте 100 метров самолёт стал резко заваливаться влево и упал в Тихий океан, погрузившись на глубину около 700 метров. Бортовые самописцы не были найдены. Причины катастрофы не установлены. | 78                                 | Нил Джеймс Кэмпбелл (англ. Neil James Campbell)         | Пассажир                                            | нет данных | В средней части (экономкласс)                                 | [ 39 ]                      |
| 34 | 31.07.1973 | США, Бостон                                              | McDonnell Douglas DC-9 авиакомпании Delta Air Lines                            | При заходе на посадку врезался в дамбу из-за ошибок экипажа. Выживший пассажир скончался через 4 месяца после катастрофы. | 88                                 | Леопольд Шуинар (англ. Leopold Chouinard)               | Пассажир                                            | 20         | нет данных                                                    |                             |
| 35 | 08.07.1977 | СССР, Чёрное море, у Сухуми                              | Ан-24РВ авиакомпании «Аэрофлот»                                                | Потеря управления и падение в воду. | 6                                  | Владимир Максимович Ревенко                             | Член экипажа (Командир воздушного судна-инструктор) | нет данных | нет данных                                                    |                             |
| 36 | 20.07.1977 | СССР, Витим                                              | Авиа-14М (Ил-14М) авиакомпании «Аэрофлот»                                      | При взлёте врезался в деревья. | 39                                 | нет данных                                              | Пассажир                                            | 20 или 21  | нет данных                                                    |                             |
| 37 | 12.04.1978 | СССР, Тобольский район                                   | Ми-10К авиакомпании «Аэрофлот»                                                 | Вертолёт попал в мощную снежную бурю. | 8                                  | Сергей Владимирович Щербань                             | Член экипажа (второй пилот)                         | нет данных | нет данных                                                    |                             |
| 38 | 15.01.1979 | СССР, Минск                                              | Ан-24Б, авиакомпании «Аэрофлот»                                                | Выход на критические углы атаки из-за обледенения. Единственный выживший — ребёнок. | 13                                 | Виктория Бендеберя                                      | Пассажир                                            | 2 или 3    | нет данных                                                    |                             |
| 39 | 22.03.1979 | СССР, Лиепайский район                                   | Ту-134А авиакомпании «Аэрофлот»                                                | Ошибка экипажа и УВД, нарушение центровки. | 4                                  | Юрий Степанов                                           | Член экипажа (бортмеханик)                          | нет данных | Кабина (в отличие от других членов экипажа, был пристёгнутым) | —                           |
| 40 | 30.05.1979 | США, Рокленд (Мэн)                                       | De Havilland Canada DHC-6 Twin Otter авиакомпании Downeast Airlines            | По неустановленной причине при посадке самолёт зацепил деревья и рухнул в лес. | 17                                 | Джон Маккаферти (англ. John McCafferty)                 | Пассажир                                            | 16         | Пассажирный салон                                             | [ 40 ]                      |
| 41 | 24.08.1981 | СССР, Завитинский район                                  | Ан-24 авиакомпании «Аэрофлот»                                                  | Самолёт столкнулся с бомбардировщиком Ту-16 на высоте 5220 метров. | 37                                 | Лариса Савицкая                                         | Пассажир                                            | 20         | В хвосте                                                      | [ 41 ] [ 42 ]               |
| 42 | 02.09.1981 | Колумбия, Пайпа                                          | Embraer EMB 110 Bandeirante авиакомпании Taxi Aereo el Venado                  | Из-за перегрузки самолёт не смог набрать необходимую высоту и при совершении левого поворота врезался в холм. | 21                                 | Ремберто Апарисио (англ. Remberto Aparicio)             | Пассажир                                            | 26         | нет данных                                                    | [ 43 ]                      |
| 43 | 17.06.1982 | СССР, у Североморска                                     | Ту-134А МРП СССР                                                               | Катастрофа произошла из-за ряда нарушений в действиях экипажа. | 15                                 | Виктор Станиславович Хатковский                         | Член экипажа (Командир воздушного судна)            | нет данных | нет данных                                                    |                             |
| 44 | 30.04.1983 | США, Джэксонвилл (Флорида)                               | Convair CV-340 ВМС США                                                         | Вскоре после взлёта загорелся один из двигателей. Экипаж принял решение о возврате в аэропорт вылета. Самолёт развернулся, но упал в воду за 125 метров до начала ВПП. | 14                                 | Мелисса Келли (англ. Melissa Kelly)                     | Пассажир                                            | 30         | нет данных                                                    | [ 44 ]                      |
| 45 | 23.12.1984 | СССР, Красноярский край                                  | Ту-154Б-2 авиакомпании «Аэрофлот»                                              | При наборе высоты произошёл отказ двигателя. Экипаж принял решение возвращаться, но при заходе на посадку возник пожар, который разрушил системы управления. | 110                                | н/д                                                     | Пассажир                                            | 27         | пересел на место в хвосте самолёта                            | [ 45 ]                      |
| 46 | 21.01.1985 | США, Рино (Невада)                                       | Lockheed L-188A Electra авиакомпании Galaxy Airlines                           | Вскоре после взлёта в самолёте началась сильная вибрация из-за открывшегося люка на крыле. Экипаж ошибся в оценке обстановки и снизил тягу двигателей, решив, что детонация вызвана сбоем в работе двигателей. В результате самолёт потерял скорость и упал на кемпинг. Единственного выжившего пассажира вместе с сиденьем выбросило из фюзеляжа за секунды до взрыва, что и спасло ему жизнь.    | 70                                 | Джордж Лэмсон (англ. George Lamson)                     | Пассажир                                            | 17         | Пассажирский салон, место 6B (левая сторона, в начале салона) | [ 46 ]                      |
| 47 | 29.05.1985 | СССР, аэропорт Ржевка                                    | Ан-2Р авиакомпании «Аэрофлот»                                                  | Предположительной причиной катастрофы стало падение мощности двигателя в процессе разгона по ВПП, а также при наборе высоты. | 4                                  | А. Б. Павлов                                            | Пассажир (заместитель командира авиаэскадрильи)     | нет данных | нет данных                                                    |                             |
| 48 | 03.01.1987 | Кот-д’Ивуар, Абиджан                                     | Boeing 707 авиакомпании VARIG                                                  | Разбился при заходе на аварийную посадку после отказа двигателя. | 50                                 | Профессор Неуба Йессох (англ. Neuba Yessoh)             | Пассажир                                            | нет данных | нет данных                                                    | [ 47 ]                      |
| 49 | 16.08.1987 | США, Детройт (Мичиган)                                   | McDonnell Douglas MD-82 авиакомпании Northwest Airlines                        | При взлёте с невыпущенными закрылками и предкрылками с ВПП самолёт потерял скорость и разбился за пределами полосы. Причина катастрофы — ошибка экипажа, не проверившего перед взлётом положение закрылков и предкрылков и также отсутствие электрического напряжения в системе предупреждения о готовности к взлёту, которое было вызвано сознательным отключением электрического предохранителя. | 156 (154 в самолёте + 2 на земле)  | Сесилия Сичан (англ. Cecelia Cichan)                    | Пассажир                                            | 4          | нет данных                                                    | [ 48 ]                      |
| 50 | 08.12.1987 | Перу, Лима                                               | Fokker F27-400M ВМС Перу                                                       | При заходе на посадку у самолёта возникли проблемы с выпуском шасси. Однако диспетчеры подтвердили, что шасси выпущены и отправили самолёт на второй заход для посадки. При подлёте к ВПП самолёт слишком низко опустился, правым крылом зацепил водную поверхность, перевернулся и разрушился. | 42                                 | Лейтенант Эдильберто Вильяр (англ. Edilberto Villar)    | Член экипажа (командир экипажа)                     | нет данных | нет данных                                                    | [ 49 ]                      |
| 51 | 11.12.1988 | СССР, у Ленинакана                                       | Ил-76М ВВС СССР                                                                | Врезался в гору при заходе на посадку. | 77                                 | Фахреддин Балаев                                        | Пассажир                                            | нет данных | Грузовой отсек, спал в кабине перевозимого КамАЗа             | [ 50 ] [ 51 ]               |
| 52 | 03.09.1989 | Куба, Гавана                                             | Ил-62М Cubana de Aviación                                                      | Вскоре после взлёта рухнул на жилой район из-за ошибок экипажа и плохих погодных условий. Выживший пассажир умер через 9 дней после катастрофы. | 150 (126 в самолёте + 24 на земле) | Луиджи Капальбо (итал. Luigi Capalbo)                   | Пассажир                                            | нет данных | нет данных                                                    | [ 52 ]                      |
| 53 | 19.11.1990 | СССР, у Бахардока                                        | Ми-8Т авиакомпании «Аэрофлот»                                                  | Из-за производственного дефекта произошло разрушение главного редуктора несущего винта. Вертолёт упал с высоты 1200 метров, столкнулся с землёй и взорвался. Командира экипажа выбросило через остекление кабины при взрыве вертолёта. | 15                                 | А. Бурмистров                                           | Член экипажа (Командир воздушного судна)            | нет данных | нет данных                                                    | [ 53 ]                      |
| 54 | 05.10.1991 | Индонезия, Джакарта                                      | Lockheed C-130 Hercules ВВС Индонезии                                          | По неустановленной (или скрытой) причине самолёт потерял управление и врезался в учебный центр Министерства труда. | 135 (133 в самолёте + 2 на земле)  | Бамбанг Сумади (англ. Bambang Sumadi)                   | Пассажир                                            | нет данных | нет данных                                                    | [ 54 ]                      |
| 55 | 07.04.1992 | Ливия                                                    | Ан-26                                                                          | Самолёт совершал рейс по маршруту Хартум—Триполи, но, попав в песчаную бурю, разбился в пустыне. | 3                                  | Ясир Арафат                                             | Пассажир                                            | 63         | Пассажирский салон                                            | [ 55 ] [ 56 ]               |
| 56 | 13.10.1992 | Украина, Киевская область                                | Ан-124-100                                                                     | Сертификационный полет. Инженер-экспериментатор успел покинуть самолёт с парашютом. | 8                                  | Николай Фомин                                           | Член экипажа (инженер)                              | нет данных | в задней кабине                                               | [ 57 ]                      |
| 57 | 14.11.1992 | Вьетнам, Сон Чунг                                        | Як-40 авиакомпании Vietnam Airlines                                            | При заходе на посадку в условиях тропического шторма самолёт отклонился от курса и врезался в вершину горного хребта. Спасателям понадобилось 8 дней, чтобы добраться до обломков. | 30                                 | Аннетте Херфкенс (англ. Annette Herfkens)               | Пассажир                                            | 31         | нет данных                                                    | [ 58 ]                      |
| 58 | 11.01.1995 | Колумбия, Мария-ла-Баха                                  | McDonnell Douglas DC-9 авиакомпании Intercontinental de Aviación               | По неустановленной причине самолёт потерял управление и упал с высоты 3000 метров. | 52                                 | Эрика Дельгадо (англ. Erika Delgado)                    | Пассажир                                            | 9          | нет данных                                                    | [ 59 ]                      |
| 59 | 15.12.1997 | ОАЭ, Шарджа                                              | Ту-154 авиакомпании «Точикистон»                                               | При заходе на посадку самолёт опустился ниже необходимой высоты, потерял скорость и упал в пустынной местности. Причина катастрофы — ошибка пилота. | 85                                 | Сергей Петров                                           | Член экипажа (штурман)                              | 37         | Кабина                                                        | [ 60 ] [ 61 ]               |
| 60 | 06.03.2003 | Алжир, Таманрассет                                       | Boeing 737-200 авиакомпании Air Algérie                                        | Отказ двигателя при взлёте. | 102                                | Юсеф Джиллали (англ. Youcef Djillali)                   | Пассажир                                            | 28         | н/д                                                           | [ 62 ]                      |
| 61 | 08.07.2003 | Судан, Порт-Судан                                        | Boeing-737-200 авиакомпании Sudan Airways                                      | Отказ двигателя при взлёте. Дезориентация экипажа в условиях пыльной бури. | 116                                | Мохамед Эль-Фатех Осман (англ. Mohammed el-Fateh Osman) | Пассажир                                            | 2          | Пассажирский салон                                            | [ 63 ]                      |
| 62 | 13.08.2004 | США, Ковингтон (Кентукки)                                | Convair CV-580 авиакомпании Air Tahoma (работала под маркой DHL)               | Истощение авиатоплива из-за решения капитана не следовать утверждённым процедурам перекрёстной подачи топлива. | 1                                  | Бруно Пичелли (англ. Bruno Pichelli)                    | Член экипажа (Командир воздушного судна)            | 49         | Кабина                                                        |                             |
| 63 | 19.01.2006 | Сербия, Приштина                                         | Ан-24 ВС Словакии                                                              | Преждевременное снижение, ошибка экипажа в пространственном ориентировании. | 42                                 | Лейтенант Мартин Фаркаш (англ. Martin Farkaš            | Пассажир                                            | н/д        | нет данных                                                    | [ 64 ]                      |
| 64 | 27.08.2006 | США, Лексингтон (Кентукки)                               | Bombardier CRJ-100ER авиакомпании Comair                                       | При взлёте пилоты перепутали номер ВПП и начали взлёт по более короткой полосе. Длины разбега не хватило, поэтому самолёт выкатился за пределы полосы, протаранил железное ограждение, врезался в деревья, разрушился и загорелся. | 49                                 | Джеймс Полехинке (англ. James Polehinke)                | Член экипажа (второй пилот)                         | 44         | Кабина                                                        | [ 65 ] [ 66 ] [ 67 ]        |
| 65 | 09.01.2007 | Ирак, Балад                                              | Ан-26 молдавской авиакомпании AerianTur-M                                      | Разбился при посадке. Существует несколько версий причин катастрофы, включая плохие погодные условия и теракт (сбит ракетой). | 34                                 | Абдулькадир Акыз (Abdülkadir Akyüz)                     | Пассажир                                            | нет данных | нет данных                                                    | [ 68 ] [ 69 ] [ 70 ]        |
| 66 | 08.10.2008 | Непал, Лукла                                             | De Havilland Canada DHC-6 Twin Otter авиакомпании Yeti Airlines                | В условиях плохой видимости пилоты сбились с курса, и самолёт врезался в гору. | 18                                 | Сурендра Кунвар (англ. Surendra Kunwar)                 | Член экипажа (Командир воздушного судна)            | нет данных | Кабина                                                        | [ 71 ]                      |
| 67 | 12.03.2009 | Канада, Ньюфаундленд                                     | Sikorsky S-92 авиакомпании Cougar Helicopters                                  | Во время полёта к нефтяной платформе вертолёт упал в океан. | 17                                 | Роберт Декер (англ. Robert Decker)                      | Пассажир                                            | 28         | нет данных                                                    | [ 72 ]                      |
| 68 | 30.06.2009 | Коморы, Морони                                           | Airbus А310-324 авиакомпании Yemenia                                           | Падение в Индийский океан при заходе на посадку. | 152                                | Байя Бакари (англ. Bahia Bakari)                        | Пассажир                                            | 13         | Хвостовая часть, рядом с иллюминатором                        | [ 73 ]                      |
| 69 | 12.05.2010 | Ливия, Триполи                                           | Airbus A330-202 авиакомпании Afriqiyah Airways                                 | Самолёт разбился при заходе на посадку из-за ошибки экипажа. | 103                                | Рубен ван Ассоу (англ. Ruben van Assouw)                | Пассажир                                            | 9          | нет данных                                                    | —                           |
| 70 | 25.08.2010 | Демократическая Республика Конго, Бандунду               | Let L-410UVP авиакомпании Filair                                               | При подлёте к аэродрому врезался в дом. Причина катастрофы — потеря равновесия самолёта из-за паники пассажиров. | 20                                 | н/д                                                     | Пассажир                                            | нет данных | нет данных                                                    | —                           |
| 71 | 04.04.2011 | Демократическая Республика Конго, Киншаса                | Bombardier CRJ-100 грузинской авиакомпании Georgian Airways                    | При посадке в сложных метеоусловиях пилоты не справились с управлением, в результате самолёт ударился о ВПП, раскололся на две части и загорелся. | 32                                 | Франсис Муамба (англ. Francis Mwamba)                   | Пассажир                                            | нет данных | нет данных                                                    | [ 74 ]                      |
| 72 | 07.09.2011 | Россия, Ярославская область                              | Як-42Д авиакомпании «Як Сервис»                                                | Самолёт разбился при взлёте из-за ошибки экипажа. | 44                                 | Александр Сизов                                         | Пассажир                                            | 52         | Справа, последний ряд                                         | [ 75 ]                      |
| 73 | 11.02.2014 | Алжир, Айн-Млила                                         | Lockheed C-130H-30 Hercules ВВС Алжира                                         | Самолёт разбился в гористой местности. Причины устанавливаются. | 77                                 | Нимер Джеллул (англ. Nimer Djelloul)                    | нет данных                                          | 21         | нет данных                                                    | [ 76 ] [ 77 ] [ 78 ]        |
| 74 | 07.07.2014 | Ханой, Вьетнам                                           | Ми-171 Военно-воздушных сил Вьетнама                                           | Крушение военно-транспортного вертолёта в Ханое. Первоначально 5 выживших. | 20                                 | Дин Ван Дуонг (вьет. Đinh Văn Dương)                    | Пассажир                                            | 31         | Нет данных                                                    | [ 79 ] [ 80 ]               |
| 75 | 17.05.2014 | Лаос, Пхонсаван                                          | Ан-74ТК-300 правительства Лаоса                                                | Крушение при заходе на посадку. | 16                                 | н/д                                                     | Пассажир                                            | нет данных | нет данных                                                    | —                           |
| 76 | 20.01.2015 | Казахстан, Шуский район                                  | Ан-2 компании «Казахмыс»                                                       | Самолёт разбился недалеко от Шатыркуля при посадке. Причины устанавливаются. | 6                                  | Асем Шаяхметова                                         | Пассажир                                            | 28         | Возле входной двери                                           | [ 81 ] [ 82 ] [ 83 ] [ 84 ] |
| 77 | 15.11.2017 | Россия,Хабаровский край, у с. Нелькан                    | Let L-410 авиакомпании «Хабаровские авиалинии»                                 | Крушение при заходе на посадку. | 6                                  | Жасмина Леонтьева                                       | Пассажир                                            | 3          | нет данных                                                    | [ 85 ] [ 86 ]               |
| 78 | 18.05.2018 | Куба, Гавана                                             | Boeing 737-201 Advanced авиакомпании Cubana de Aviación                        | Крушение после взлёта. | 112                                | Майлен Диас Альмагер (англ. Mailén Díaz Almaguer)       | Пассажир                                            | 19         | нет данных                                                    | [ 87 ]                      |
| 79 | 14.01.2019 | Иран, Кередж                                             | Boeing 707-3J9C авиакомпании Saha Airlines                                     | Самолёт выкатился за пределы взлётно-посадочной полосы, врезался в стену и остановился после столкновения с домом. | 15                                 | Фаршад Махдавинежад                                     | Член экипажа (бортинженер)                          | нет данных | Кабина                                                        | [ 88 ]                      |
| 80 | 25.09.2020 | Украина, Чугуевский район, Харьковская область           | Ан-26Ш ВВС Украины                                                             | Самолёт разбился во время выполнения учебно-тренировочного полёта. | 26                                 | Вячеслав Золочевский                                    | Пассажир (курсант)                                  | 20         | В кресле с правой стороны                                     | [ 89 ]                      |
| 81 | 02.01.2024 | Ханэда, Токио                                            | De Havilland Canada DHC-8-315Q береговой охраны Японии.                        | Столкнулся на ВПП с Airbus A-350, и сгорел. | 5                                  | Генки Миямото (англ. Genki Miyamoto)                    | Член экипажа (Командир воздушного судна)            | нет данных | Кабина                                                        | [ 90 ]                      |
| 82 | 24.07.2024 | Непал, Международный аэропорт имени Трибхувана, Катманду | Bombardier CRJ200 авиакомпании Saurya Airlines                                 | Самолёт упал вскоре после взлёта. | 18                                 | Маниш Шакья                                             | Член экипажа (Командир воздушного судна)            | 37         | Кабина                                                        | [ 91 ]                      |
| 83 | 29.01.2025 | Южный Судан, Юнити                                       | Beechcraft 1900D авиакомпании Light Air Services                               | Упал после взлёта с аэродрома нефтяного месторождения Юнити. | 20                                 | Эммануэль Макой                                         | Пассажир                                            | нет данных | нет данных                                                    | [ 92 ] [ 93 ] [ 94 ]        |
| 84 | 12.06.2025 | Индия, Ахмадабад                                         | Boeing 787 авиакомпании Air India                                              | Самолёт упал вскоре после взлёта. Самая смертоносная авиационная катастрофа с единственным выжившим. | 260 (241 в самолёте + 19 на земле) | Вишваш Кумар Рамеш                                      | Пассажир                                            | 40         | 11A                                                           | [ 95 ] [ 96 ]               |